# Dytiki Mani
Dytiki Mani (tiếng Hy Lạp: ?) là một khu tự quản ở vùng Peloponnesos, Hy Lạp. Khu tự quản Dytiki Mani có diện tích 403 km², dân số theo điều tra ngày 18 tháng 3 năm 2001 là 6658 người.